# Глікозаміноглікани
Глікозаміноглікани (ГАГ, застаріла назва мукополісахариди (від лат. mucus — слиз) — це лінійні полісахариди, які складаються з численних дисахаридних ланок, що повторюються. Дисахаридні залишки складаються з уронової кислоти (глюкуронової, індуронової) та аміноцукру (глюкозаміну чи галактозаміну в сульфованому чи несульфованому вигляді).
Зазвичай до глікозаміноглікану ковалентно приєднана молекула білка. Комплекс одного чи більше глікозаміноглікана з білком називається протеогліканом.

## Структура і типи
Молекули глікозаміногліканів складаються з уронових кислот (глюкуронової кислоти, рідше індуронової кислоти), які зв'язуються за допомогою 1,3-глікозидних зв'язків з аміноцукрами, N-ацетилглюкозаміном, при цьому утворюються дисахариди. Дисахаридні ланки здатні об'єднуватися між собою за допомогою 1,4-глікозидних зв'язків. Деякі глікозаміноглікани можуть приєднувати залишок сірчаної кислотою і оцтової кислоти.
За хімічною будовою розрізняють такі типи глікозаміногліканів:

### Гіалуронова кислота
Гіалуронова кислота складається з глюкоруніл-β-(1,3)-N-ацетилглюкозамінів, які сполучені між собою β-(1,4)-глікозидними зв'язками.
В одній молекулі може бути до 100 000 залишків. Це єдиний несульфатований глікозаміноглікан. Гіалуронова кислота являє собою амфіпатичну спіраль і є єдиним глікозаміногліканом, що не зв'язаний з центральною білковою молекулою. Гіалуронова кислота здатна притягувати на себе у 10 000 разів більший об'єм води, ніж займає сама молекула. Тому навіть вже при низьких концентраціях здатна утворювати в'язку желеподібну рідину. Завдяки цій властивості вона виступає біологічним мастилом. В організмі людини гіалуронова кислота міститься у хрящах, синовіальній рідині, пуповині, скловидному тілі ока, пульпозному ядрі міжхребцевих дисків, міжклітинному матриксі сполучної тканини.
Синтезується гіалуронова кислота у фібробластах з D-глюкози.

### Гепарин / Гепарансульфат (ГС)
Гепарин складається з D-глюкуронової кислоти, яка зв'язується за допомогою β-1,4-глікозидних зв'язків чи L-індуронової кислоти, які сполучаються глюкозаміном через α-1,4-глікозидні зв'язки. Сполучення між дисахаридними ланками відбуваються за рахунок α-1,4-глікозидних зв'язків. Амінофункцію глюкозаміну бере на себе часто ацетильна чи сульфогрупа. Додатково наявна сульфогрупа.
Гепарансульфат структурно схожий на гепарин, тільки містить менше N- і O-сульфатних залишків і більше N-ацетил груп.
Гепарин є природним антикоагулянтом.

### Хондроїтинсульфат / Дерматансульфат
Хондроїтинсульфат складається глюкуруніл-β-1,3-N-ацетилгалактозамін-дисахаридів, які зв'язані за допомогою β-1,4-глікозидних зв'язків, при цьому глюкуронова кислота частково перетворюється на L-індуронову кислоту. Коли понад 10% глукуронатів перетворилось на індуронати, говорять про дерматансульфат. Ступінь сульфатизації хондроїтин сульфату і дерматансульфату становить приблизно один сульфатний залишок на дисахарид. Сульфат у хондроїтинсульфаті може знаходитися як 4-сульфат або 6-сульфат. До дерматин сульфату може на C5 приєднуватися глюкорунат.
Молярна маса становить від 10 до 50 кДа.
Хондроїтин сульфат знаходиться у сполучній тканині (особливо у хрящах і синовіальній рідині), дерматинсульфат у сполучній тканині шкіри.

### Кератансульфат
Дисахаридний залишок кератансульфату — галактозил-β-1,4-N-ацетилглюкозамін зв'язаний за допомогою β-1,3-глікозидних зв'язків.
Кератансульфат міститься в хрящах, рогівці, міжхребцевих дисках.

## Захворювання
Генетичні порушення обміну глікоаміногліканів приводять до розвитку великої групи спадкових захворювань — мукополісахаридозів.